# Casa del Teatro
La Casa del Teatro es una entidad argentina fundada en 1938 creada por la soprano ligera Regina Pacini (esposa de Marcelo Torcuato de Alvear) como albergue de artistas jubilados con necesidades económicas o de vivienda. El establecimiento ocupa un sector de un edificio de diez pisos diseñado por Alejandro Virasoro en la Avenida Santa Fe 1243, en el barrio de Retiro, en la ciudad de Buenos Aires, que alberga también un museo y biblioteca teatral, además del Teatro Regina de larga trayectoria porteña y donde se realiza el ciclo Teatrísimo, y se lleva a cabo anualmente, la entrega de los premios Florencio Sánchez a la labor teatral.

## Historia

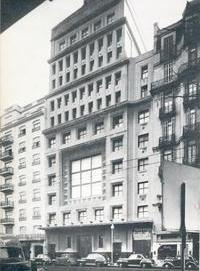
La Casa del Teatro en sus primeros años

Anteriormente a la fundación, se realizaron una serie de actos preliminares, de los cuales se destacó la presencia de Carlos Villar Boito, un veterano actor de larga trayectoria en el medio gremial y societario. Uno de los primeros asuntos que se intentó resolver fue el lugar donde se instauraría la entidad; ya que se pensó en las afueras de la ciudad de Buenos Aires y dentro del perímetro.
Además, se decidió imponer ciertas normas, acordando para los huéspedes un régimen restrictivo. Al comenzar la búsqueda de solares, se tomó la decisión de edificar sobre la Capital Federal, contemplándose la posibilidad de utilizar el área de los terrenos que componen lo que actualmente conforma el Parque Centenario. A la manera de la Casa de Reposo Verdi de Milán, creada por el compositor Giuseppe Verdi para cantantes de ópera jubilados sin medios económicos, la idea fue de la cantante lírica portuguesa y ex primera dama Regina Pacini de Alvear (esposa de Marcelo T. de Alvear). Sin embargo ella, había manifestado su opinión de que habría posibilidades de conseguir un terreno de propiedad municipal, situado en la Avenida Santa Fe al 1200; y que también había hecho las gestiones del caso faltando sólo algunos trámites de forma para considerar su otorgamiento por la Municipalidad. Un solar, por estar en aquella zona, se cotizaba a altos precios. Sorpresivamente, se dudó si era conveniente adquirirlo; pero teniendo en cuenta la procedencia, se consideró factible, y hasta se brindó por la cristalización del proyecto y por el futuro hogar de los artistas.
Poco tiempo después, el 30 de diciembre de 1927, el Concejo Deliberante, bajo la presidencia de A. Fernández Castro, dictó la ordenanza otorgando la concesión por cincuenta años del solar de la calle Santa Fe para levantar en él un edificio que, según el artículo segundo de los estatutos aprobados por el poder ejecutivo "suministrará gratuitamente a los actores, autores teatrales y empresarios de edad avanzada, albergue, manutención decorosa y la asistencia médica y farmacéutica que su salud requiriese".

La Casa del Teatro es la hostería en la que hospedan su vejez y su cansancio los peregrinos del arte. Y tan generosa es el alma de la dueña, porque sabe que los soñadores de la armonía solo pueden acumular sonidos. En ella recobran su hogar aquellos que lo perdieron y lo alcanzan los que nunca lo han tenido. Y así, en dulce comunión pasa la vida como pasó la fortuna. Por los de ayer trabajamos los de hoy, por los de hoy los de mañana.
Alberto Vaccarezza (1886-1959), poeta y letrista argentino.

Muy relevante en la ciudad de Buenos Aires, cuenta con 45 habitaciones. El edificio fue construido gratis por el arquitecto Alejandro Virasoro con un estilo hoy considerado ejemplo de art déco en la ciudad. Virasoro fue elegido por Pacini gracias al diseño de su propia residencia en la calle Agüero, un ejemplo de ese novedoso estilo que encantó a Pacini y al presidente Alvear. En la Casa del Teatro se utilizaron elementos novedosos para la época, como acero inoxidable, mármoles, luz fluorescente y formas aerodinámicas.

Virasoro es el pionero del hormigón armado en la Argentina, era un vanguardista que en la década de 1920 hizo una arquitectura racionalista y geométrica, inspirada en diseños de la tradición americana. Se nota en la pirámide escalonada incaica con la que culmina el edificio y en otros detalles.
Francisco Liernur (1946-), arquitecto.

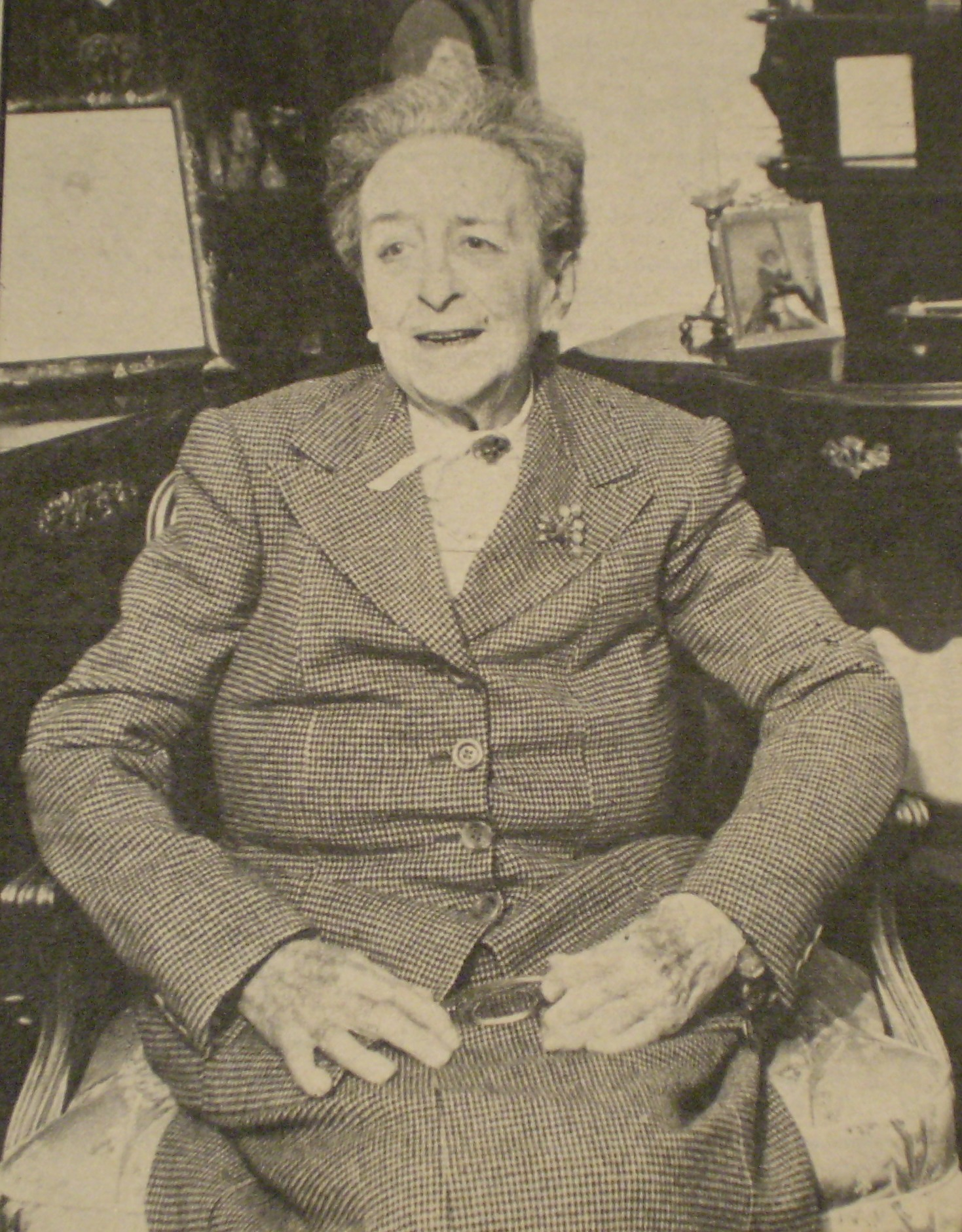
La soprano ítalo-portuguesa y primera dama Regina Pacini de Alvear (1871-1965): estudió en París. Cantó en La Scala, el Liceo, el Teatro Solís y Politeama como importante soprano ligera y en 1907 se casó con Marcelo T. de Alvear.

En 1929, las obras se vieron suspendidas por falta de fondos, y la terminación del edificio se vio demorada durante la siguiente década. Al fin, se llegó a concretar el proyecto satisfactoriamente y el 4 de enero de 1938, día del cumpleaños número 67 de Pacini, se abrieron las puertas por primera vez y dos días después comenzó la entrada de huéspedes. Se organizó una celebración, conmemorando la apertura y el aniversario de Regina, de la cual participaron el cómico Marcos Caplan, quien fue el chef de cocina, auxiliado por otras actrices como Iris Marga, Luisa Vehil y Maruja Gil Quesada. Los invitados de honor eran Regina y su marido Marcelo Torcuato de Alvear, expresidente de la Nación, Agustín Pedro Justo, y otras importantes personalidades del medio teatral.
Como se mencionó anteriormente, dos días después de la inauguración, el 6 de enero de 1938, ingresaron a la Casa del Teatro, los primeros ocho huéspedes (cuatro mujeres y cuatro hombres). Entre los pensionistas de la propiedad hubo gente ligada a todos los oficios del mundo del espectáculo. Entre los primeros artistas que vivieron allí se encuentran Hugo Fregonese, el director cinematográfico Luis José Moglia Barth, la vedette Carmen Lamas, la actriz María Esther Buschiazzo, Enrique del Cerro y Roberto Airaldi.
La dirección de la Casa del Teatro fue presidida por figuras de valorada trayectoria, como Enrique García Velloso, Pedro Eugenio Pico, Enrique Serrano, Luis Arata, José A. Gerino, Alberto Vaccarezza, Pedro Tocci o la actriz Eva Franco. Desde la década del `60, asumió el cargo de la dirección, Iris Marga, quien permaneció en el puesto a lo largo de más de 30 años, hasta su muerte a la edad de 96 años, en 1997. Ante el hecho, la sucede el actor Homero Cárpena hasta 1998, cuando fallece, toma la presidencia Roberto Dairiens hasta su fallecimiento el 10 de junio de 2011, asume el cargo de presidente Julio Baccaro hasta su fallecimiento el 4 de noviembre de 2016, y así el 10 de noviembre asume la presidencia la actriz Linda Peretz.

## Requisitos para hospedarse
Para vivir en alguna de las habitaciones, el candidato debe acreditar al menos 15 años de trayectoria artística (ya sea en el teatro de prosa, musical, revista, el cine o la televisión, también pueden aspirar a ser pensionados, productores, autores, cantantes, etc.). Debe ser mayor de 65 años y ser autoválidos.
Se procura que las solicitudes enviadas puedan ser resueltas con la mayor prontitud.

## Teatro Regina

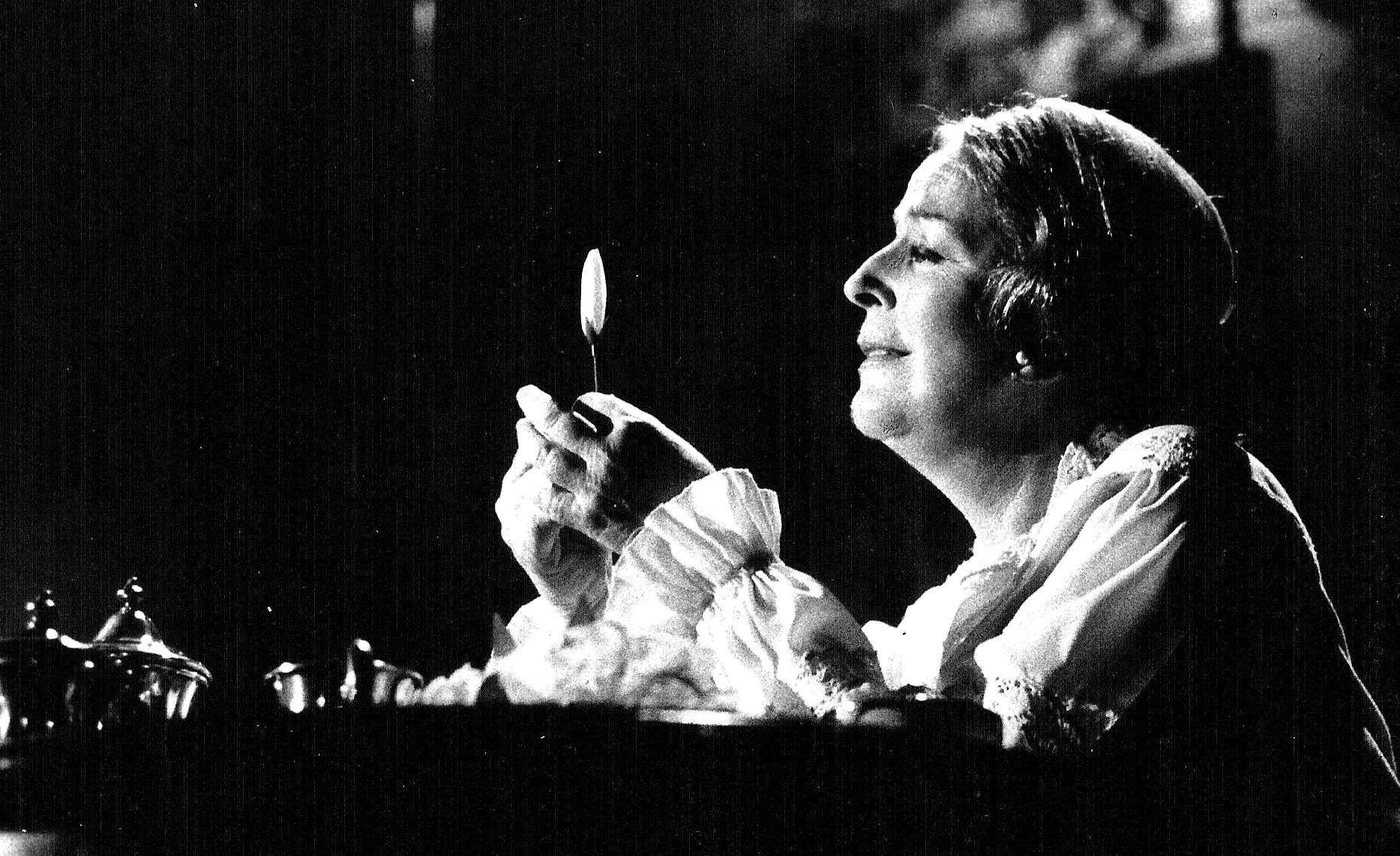
China Zorrilla interpretó a Emily Dickinson en varias temporadas ininterrumpidas en el escenario del Teatro Regina

El Teatro Regina es una sala teatral que quedó con condiciones para funcionar a partir de 1936, pero al priorizar la habilitación de las habitaciones para huéspedes. La sala fue utilizada por primera vez el 4 de enero de 1938, cuando se inauguró el edificio social con un festival artístico. Luego se proyectó realizar la verdadera inauguración del Teatro con una gran función el 25 de julio de 1938, siendo presidente de la institución, el autor Pedro E. Pico. La apertura original contó con un imponente festival. En principio se trató de hacer partícipe del mismo al gran actor Ermete Zacconi, pero compromisos anteriores, impidieron su participación; por lo que se resolvió que incursionaran en la celebración artistas de nacionales y extranjeros, de reconocida trayectoria. 
En 1939 se realizaron varios actos culturales y gratuitos, y hasta 1943 la sala fue alquilada para diversos festivales y funciones especiales. En 1944 realizó una temporada de tres meses la prestigiosa actriz Madame Falconetti, quien fallece en Buenos Aires, el 28 de noviembre de 1946. En el mismo año, la inspección de espectáculos de la Municipalidad exigió su inhabilitación para cumplir con algunas reformas. Cumplidas éstas, fue alquilada en 1949 por la Subsecretaría de la Nación, quien la utilizó varios años. Posteriormente fue arrendada al núcleo independiente teatral La Farsa desde 1952 a 1962; y un año después, en 1963 y luego de múltiples reformas, fue ocupada temporalmente por la Comedia Nacional debido al incendio ocurrido en el Teatro Nacional Cervantes.
El 5 de mayo de 1964, habiendo alquilado las salas la empresaria María Luz Regás, Enrique Fava y Luis Mottura (que fueran regentes del teatro durante varios años), se llevó a escena uno de los más grandes éxitos teatrales que quedó asociado para siempre con el teatro Regina: ¿Quién le teme a Virginia Woolf?, de Edward Albee con Miriam de Urquijo, Ignacio Quirós y Emilio Alfaro y Yeya Duciel. La obra de Albee se reestrenó en 1974 esta vez dirigida por David Stivel con Cipe Lincovsky, Juan Carlos Gené, Ana María Picchio y Adrián Ghio y en el 2006 se realizó una nueva versión con Selva Alemán, Arturo Puig, Claudio Tolcachir y Eleonora Wexler, con dirección de Luciano Suardi.
En 1968, María Elena Walsh realizó su temporada de music-hall con el show Juguemos en el mundo con notable éxito.
Y años más tarde, la popularidad de la sala se acrecentó con la presentación de la pieza El gran deschave, de Sergio De Cecco y Chulak, con Haydeé Padilla, Federico Luppi, en los roles protagónicos. 
Entre los espectáculos más recordados también se destacan: "Convivencia" de Oscar Viale, con Luis Brandoni, Federico Luppi, Rubén Stella y Betiana Blum, dirección de Roberto Durán. Emily con China Zorrilla (1981-1982) quien también protagonizó Encantada de conocerlo de Oscar Viale junto a Ana Maria Picchio y Villanueva Cosse. Los japoneses no esperan, de Ricardo Talesnik dirigida por David Stivel con Bárbara Mujica, Soledad Silveyra y Victor Laplace. Se han recreado obras propias y del patrimonio universal a través de la autoría de Luigi Pirandello, Nicolás Maquiavelo, Griselda Gambaro, Armando Discépolo, Jacobo Langsner, entre otros.
Ocupando las paredes laterales del hall del teatro se aprecian los notables murales del célebre pintor Quinquela Martín, de 1928: Descargando carbón y En plena actividad. Están pintados al óleo y cera sobre un soporte rígido de tres por cinco metros.

## Teatrísimo
Teatrísimo es un notable ciclo de teatro semimontado en el Teatro Regina, a total beneficio de la Casa del Teatro con excelentes presentaciones. La entidad lo considera un medio para continuar permaneciendo y poder mantener una buena economía. A pesar de recibir una mínima ayuda del Estado, como otras entidades de bien público, deben recurrir a esfuerzos propios y a la generosidad ajena para poder subsistir.
La calidad de los espectáculos es algo que se puede comprobar con los integrantes del elenco - de gran trayectoria -, que junto a los técnicos y el personal del teatro, todos los lunes ofrecen al público distintas piezas.
El ciclo es ganador del premio María Guerrero 2000 por su labor de difusión cultural y declarado de Interés Cultural por la Cámara de Diputados de la Nación Argentina. Además, recibió el premio Trinidad Guevara.

## Premios Florencio Sánchez
Todos los años la Casa del Teatro otorga los premios Florencio Sánchez a la labor teatral en los siguientes rubros:
- Actor y actriz protagónicos
- Actor y actriz de reparto
- Dirección
- Autor
- Escenografía
- Vestuario
- Música
- Trayectoria
- Iluminación

Además se conceden menciones especiales. El premio consiste en un diploma y una estatuilla del dramaturgo Florencio Sánchez, réplica del original del escultor Agustín Riganelli. La celebración se realizaba en el Teatro Regina, tradicionalmente con la conducción de Andrés Percivale y la colaboración de artistas que actúan adhiriéndose a la fiesta. No se entregó en 2017 y 2018.

## Museos
Dentro del museo, que se puede visitar en los horarios de visita, se encuentran tres salas dedicadas a Regina Pacini de Alvear, Iris Marga y Carlos Gardel. A su vez, en el hall se muestran variadas fotografías de personalidades argentinas. Se pueden visitar los martes y jueves de 16:00 a 18:30. 
Sala Regina Pacini de Alvear: allí se pueden encontrar objetos personales y de su vida teatral, documentos, archivos fotográficos de ella misma y de los comienzos de la Casa del Teatro, libros y recuerdos de su estadía en Francia. Alberga muebles, imágenes de cantantes de ópera y directores de orquesta y un reclinatorio. Todo el material redactado, fue donado tras su muerte, a pedido de ella.
Sala Carlos Gardel: funciona en la planta baja, y contiene objetos donados por la viuda (¿?) del cantante. Entre los que se encuentran, se halla su guitarra, objetos personales, fotografías, pinturas, baúles, un retrato al óleo, bandas sonoras de varias de sus películas, afiches de París (Francia) y de su carrera como cantante, prendas de vestir y documentos que demuestran su polémica fecha y lugar de nacimiento. Posteriores donantes sumaron demás imágenes y algunas notas de la época.
Sala Iris Marga: también en planta Baja, alberga ropa y objetos de uso personal de su vida teatral, que fueron donados al momento de su deceso.

## Biblioteca y Capilla
En la Planta Baja se encuentran dos locales, la biblioteca, la presidencia, la administración, los museos, la contaduría y la secretaría privada. La capilla se halla en el 4.º piso. En los pisos siguientes (5.º, 6.º y 8.º) están las habitaciones para pensionados. En el 7.º y 10.º se sitúa el Instituto Nacional del Teatro, y en el 9.º el comedor y la cocina.
El 30 de septiembre de 1982 fue inaugurada la biblioteca con mobiliario personal de Enrique García Velloso, uno de los mayores exponentes de la propiedad; además de ser dramaturgo y autor. Èsta, alberga una gran colección de libros argentinos y extranjeros, que varios de ellos han sido donados por autores, editoriales, secretarías de cultura y particulares. Está abierta pública y gratuitamente. Es frecuentada por estudiantes y público en general. Se puede visitar de lunes a viernes de 16:00 a 18:00.
El 6 de diciembre de 1943 se inauguró la Capilla, donada por María Teresa Quintana de Pearson y la bendición de ésta, puesta bajo la advocación de Santa Teresita del Niño Jesús, estuvo precedida por el obismo de Temnos: Monseñor D‘Andrea. La capilla tiene detrás del altar una imagen de la Santa de Alengón, talla en quebracho, que fue puesta a pedido, siendo donada por el autor de la obra: el escultor Stefan Erzia.

## Residentes
Alberga actualmente unos cuarenta residentes. Entre quienes vivieron allí se puede mencionar a Joe Rígoli, la modista Etelvina Ferreyra, Nélida Romero, Liana Lombard, Colomba, Horacio Dener, la bailarina Shadia, Ernesto Nogués, Chola Amaya, Felisa Bonorino (viuda de Pedro Quartucci), Esther Stein, Ada Katz, José Di Zeo, Agustín Busefi, Samy Zarember, Margot Rusel, Estrella Rivera, el bailarín Roberto Roth, Pilar Ferrer, la autora Amalia Colombo y Mario Amaya.

## Comisión directiva
- Presidente: Linda Peretz
- Vicepresidenta: Thelma Biral
- Secretario general: Leonardo Salom
- Prosecretaria: Nito Artaza
- Tesorera: Guillermo Palacios
- Protesorera: Maximiliano Ciavarelli
- Vocales Titulares: Gabriel Monferato, Jorge Jagou, Carlos Falcone, Larry de Clay, Juan Palomino, Guillermo Moran, Carla
- Órgano fiscalizador titular: Carlos Moyano, Fabio Grementieri, Diego Saiz
- Presidenta honoraria: Mirtha Legrand

## Sustento
Para el sustento de la Casa del Teatro, el Teatro Colón ha realizado funciones y festivales. Establecimientos y empresas privadas, la Asociación Argentina de Actores (AAA), Sociedad General de Autores de la Argentina (Argentores), la Sociedad Argentina de Escritores (SADE) y la Asociación Wagneriana de Conciertos y Amigos de la Calle Santa Fe también han colaborado.
En los años 1950 Iris Marga y Luisa Vehil organizaron una muestra pictórica. Los cómicos José Marrone y Luis Sandrini han protagonizado espectáculos a beneficio de la entidad, llegando a recaudar medio millón de pesos. Narciso Ibáñez Menta donó su contrato del Teatro Cervantes, durante tres meses.
El Jefe de Gobierno de la Ciudad de Buenos Aires, Aníbal Ibarra, junto al Secretario de Cultura, Jorge Telerman, y la actriz y animadora, Mirtha Legrand, visitaron la Casa del Teatro para anunciar que la entidad obtendría un subsidio extraordinario, durante 2004. La propiedad se sostiene con un subsidio del Gobierno Argentino, colaboraciones de actores, y las cuotas de más de 80 socios que pagan $5 mensuales.
La comisión directiva trabaja sin sueldo, pero 17 empleados (bibliotecario, cocineros, enfermeros, personal de limpieza y vigilancia) tienen salarios. El dinero obtenido por el Teatro Regina y los locales aporta dinero también. Actualmente, las personas pueden colaborar con depósitos o transferencias bancarias, difundiendo la situación en la que se encuentra la casa o participando en los distintos eventos del establecimiento.
En 2002 se montó en el Teatro Regina, la obra Florecer en otoño, que relata la historia de amor existente dentro de un geriátrico. A iniciativa de Velia Chávez y bajo la dirección de Lía Jelín, se representó esta pieza con la protagonización de actores residentes en la Casa del Teatro, como Liana Lombard o Colomba; a beneficio de la casa.
En junio de 2010, la presidenta Cristina Fernández de Kirchner reinauguró las habitaciones del quinto, sexto y octavo piso. El 18 de octubre de 2010 se produjo un incendio aproximadamente a las 6 debido a la falla de una estufa. Como consecuencia, el actor León Nogués sufrió quemaduras leves y una mujer tuvo principio de asfixia. Luego, todos los residentes fueron evacuados y cinco trasladados al Hospital Fernández.

## Feria de Artistas

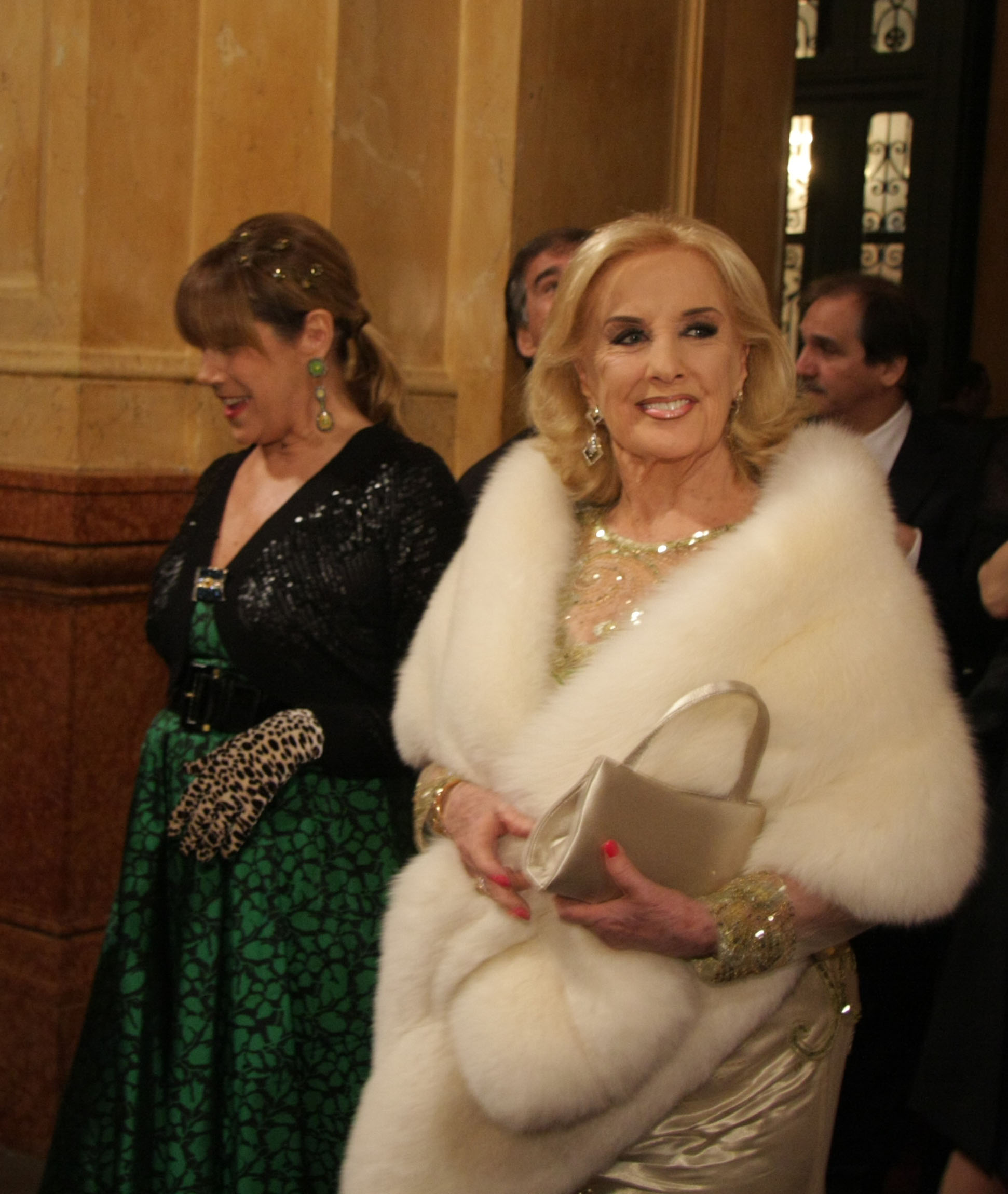
Mirtha Legrand, presidenta honoraria.

En los años 1950 Iris Marga y Luisa Vehil organizaron una muestra pictórica donde famosos artistas donaron sus pinturas para recaudar fondos; y en 1960 se realizó la primera feria americana, que luego sería repetida con frecuencia llevando a la venta sombreros, bisutería, guantes o trajes.
Pero por diversos problemas la feria se volvió a instaurar recién en 1994 con el nombre de "Feria de los Artistas", en los últimos años de la presidencia de Marga. Cada año se realiza una feria americana, donde personalidades o familiares de actores fallecidos (como Zully Moreno o Beba Bidart) donan a la casa vestidos, sombreros, zapatos, bisutería o artículos personales usados que son vendidos a precios muy accesibles para beneficio de la entidad.
A su vez la gente también otorga prendas y joyas, y se realiza todos los años durante las vacaciones de invierno entre los meses de julio y agosto o incluso, de septiembre -como en 2010-. Los artículos que no se han vendido, son obsequiados a los pensionados.